# Apocynoideae
Sous-famille
Les Apocynoideae sont une sous-famille de plantes de la famille des Apocynaceae.
Cette sous-famille a été décrite en 1835 par le botaniste britannique Gilbert Thomas Burnett (1800-1835) .

## Liste des tribus
Selon NCBI (23 novembre 2015) :
- tribu des Apocyneae
- tribu des Baisseeae
- tribu des Echiteae
- tribu des Malouetieae
- tribu des Mesechiteae
- tribu des Nerieae
- tribu des Odontadenieae
- tribu des Rhabdadenieae
- tribu des Wrightieae